# Internationale luchthaven Juanda
Internationale luchthaven Juanda (Indonesisch:Bandar Udara Internasional Juanda) is een internationale luchthaven in Sidoarjo, nabij Surabaya. Deze luchthaven bedient de omgeving van Surabaya en wordt bediend door PT Angkasa Pura. De luchthaven is genoemd naar de laatste premier van Indonesië, Djoeanda Kartawidjaja (huidige spelling Juanda Kartawijaya). Met ruim 16 miljoen reizigers is luchthaven Juanda de op een na drukste van Indonesië, op Jakarta Soekarno-Hatta na. Het vliegveld opende op 7 december 1964 als vliegbasis en in 1990 kreeg het een internationaal luchthavengebouw. Een nieuw gebouw werd in 2006 geopend met een capaciteit van acht miljoen reizigers per jaar. Momenteel zijn er twee terminalgebouwen, waarvan één in aanbouw:
- Terminal 1A voor internationale vluchten
- Terminal 1B voor binnenlandse vluchten
- Terminal 2, die volgens de huidige plannen open zal gaan in februari 2014[2].

## Capaciteit
Hoewel de capaciteit van de toekomstige terminal 6 miljoen passagiers per jaar aan capaciteit toevoegt, is dit onvoldoende om de groei van de luchthaven bij te benen. Ook verwerkte de luchthaven meer dan het dubbele van het aantal vliegtuigen dat de verkeerstoren aankan, tot 45 per uur waar 21 vliegtuigen per uur toelaatbaar is.